# Kurija Alapić u Vukovini
Kurija Alapić u Vukovini, rimokatolička građevina u mjestu Vukovina, općini Velika Gorica, zaštićeno kulturno dobro.

## Opis dobra
Kurija Alapić nalazi se u sjevernom dijelu naselja Vukovina. Sagrađena je krajem 18. stoljeća te se oko nje proteže prostrana okućnica s recentnim gospodarskim objektima i bogatom vegetacijom. To je jednokatna barokna građevina pravokutnog tlocrta, orijentirana svojim dužnim glavnim pročeljem prema predvrtu. Građena je tesanim hrastovim planjkama vezanim na hrvatski vugel te je ožbukana i obijeljena. Zaključena je četverostrešnim krovištem. Prizemlje je nekoć imalo gospodarsku, a kat stambenu funkciju. Stropnu konstrukciju čini drveni grednik ožbukanog podgleda. Jedan je od rijetko sačuvanih primjera drvene stambene arhitekture nižeg hrvatskog plemstva na području kontinentalne Hrvatske.

## Zaštita
Pod oznakom Z-4246 zavedena je kao nepokretno kulturno dobro - pojedinačno, pravna statusa zaštićena kulturnog dobra, klasificirano kao "sakralna graditeljska baština".